# Granjero (videojuegos)
Granjero (traducido de la palabra inglesa farmer, también llamado goldfarmer) es un término referido al jugador de un MMORPG que intenta obtener ("cultivar") objetos de valor dentro del mundo del juego, habitualmente para explotar la economía virtual de este. Normalmente lo consigue realizando acciones dentro del juego (como matar una importante criatura) repetidamente para maximizar los ingresos. Por extensión, el término puede referirse al jugador de cualquier tipo de juego que repite acciones mundanas una y otra vez para coleccionar objetos del juego.

## Versión industrial
Los llamados "Gold Farmers" son jugadores que se dedican exclusivamente a recolectar todas las posesiones virtuales posibles (oro, armas,..) en juegos multijugador (sobre todo en World of Warcraft), para luego intercambiarlos con otros jugadores por dinero real a través de Ebay o IGE.
Los jugadores más avanzados que no tienen tiempo para dedicarse a estas 'tareas menores' prefieren pagar por ellos. Y aquí esta el negocio, ya que en países en vías de desarrollo como China, el dinero mensual que puede ganar un Gold Farmer es bastante más alto que un salario normal.
- Datos: Q1535646